# ILA

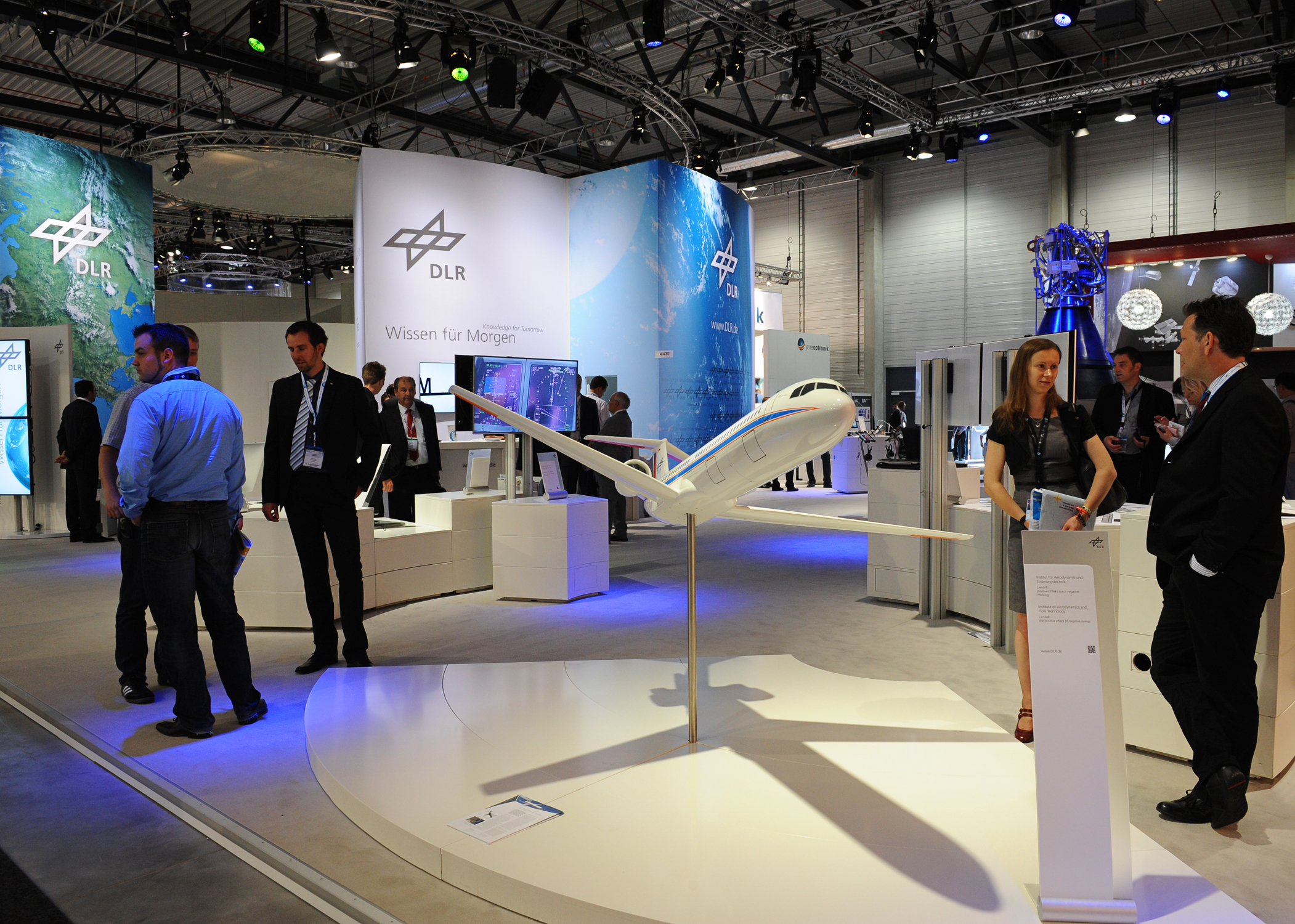
ILA 2012

ILA, akronym för Internationale Luft- und Raumfahrtausstellung, är en av världens stora mässor för flyg- och rymdindustrin och arrangeras vartannat år i Berlin. Mässan är öppen för branschfolk och under helgen för allmänheten. På mässan ingår bland annat områden kommersiellt flyg, rymdflyg och militärt flyg. Mässan arrangeras av Bundesverband der Deutschen Luft- und Raumfahrtindustrie e. V. (BDLI) tillsammans med Messe Berlin. Sedan 2012 är Berlin ExpoCenter Airport plats för utställningen. 

## Bakgrund
Den första ILA-utställningen ägde rum i Frankfurt am Main 1909 vilket blev en stor framgång och följdes upp 1912 med Allgemeine Luftfahrzeug-Ausstellung (ALA) vid Zoologischer Garten i Berlin. Första världskriget gjorde att nästa utställning dröjde fram till 1928, återigen i Berlin. Först på 1950-talet började man återigen arrangera en stor flygmässa. 1957 började man arrangera mässan på Hannovers flygplats Langenhagen och 1978 tog man namnet Internationale Luftfahrtausstellung och började använda förkortningen ILA. 1990 arrangerades mässan för sista gången i Hannover och från 1992 har den arrangerats i Berlin.